# 尼可罗库萨诺大学
41°54′46″N 12°23′36″E / 41.91278°N 12.39333°E
尼可罗库萨诺大学 (義大利語：Università degli Studi Niccolò Cusano)，经常被简写为"UNICUSANO"，是一所位于意大利罗马的私立大学。学校建于2006年。

## 历史
尼可罗库萨诺大学由斯特凡诺·班德科奇建立。学校以罗马天主教枢机主教、科学家和天文学家库萨的尼古拉命名。至2012年9月，学校位于罗马的Via Casalmonferrato 和 Via don Orione。

## 组织架构

### 学院
尼可罗库萨诺共有6个学院组成
- 教育科学学院
- 法律学院
- 政治学院
- 经济学院
- 工程学院
- 哲学学院

## 校园

### 建筑物

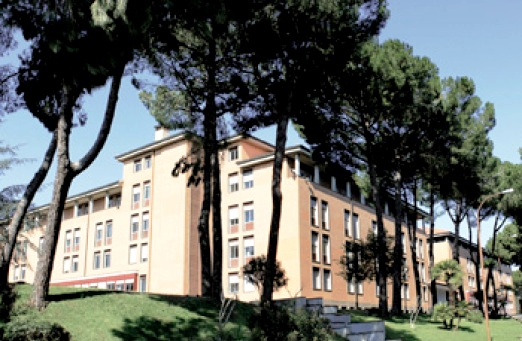
学校校园

学校位于罗马。

### 图书馆
学校有一个图书馆，内含传统字质书籍和电子书籍。